# Bosbeekvallei en aangrenzende bos- en heidegebieden te As-Opglabbeek-Maaseik
Bosbeekvallei en aangrenzende bos- en heidegebieden te As-Opglabbeek-Maaseik este o arie protejată (arie specială de conservare — SAC, sit de importanță comunitară — SCI, arie de protecție specială avifaunistică — SPA) din Belgia întinsă pe o suprafață de 573 ha, integral pe uscat.

## Localizare
Centrul sitului Bosbeekvallei en aangrenzende bos- en heidegebieden te As-Opglabbeek-Maaseik este situat la coordonatele 51°03′30″N 5°37′00″E / 51.0583°N 5.6167°E.

## Înființare
Situl Bosbeekvallei en aangrenzende bos- en heidegebieden te As-Opglabbeek-Maaseik a fost declarat arie de protecție specială avifaunistică în ianuarie 1900 pentru a proteja 1 specie de animale. Alte tipuri de protecție:
- sit de importanță comunitară (în mai 2002)
- arie specială de conservare (în aprilie 2014)[1][2][3]

## Biodiversitate
Situată în ecoregiunea atlantică, aria protejată conține 11 habitate naturale: Vegetație psamofilă uscată cu Calluna și Genista, Vegetație psamofilă uscată cu pășuni deschise de Corynephorus și Agrostis, Cursuri de apă de la nivel de câmpie la nivel montan, cu vegetație Ranunculion fluitantis și Callitricho-Batrachion, Pajiști umede nord-atlantice cu Erica tetralix, Pajiști uscate europene, Formațiuni de Juniperus communis pe lande sau pajiști calcaroase, Liziere de ierburi înalte hidrofile de câmpie și de nivel montan până la alpin, Mlaștini turboase de tranziție și turbării mișcătoare, Păduri de fag acidofile atlantice, cu subarboret de Ilex și, uneori, de asemenea, Taxus, la nivelul arbuștilor (Quercion robori-petraeae sau Ilici-Fagenion), Păduri acidofile de stejar bătrân cu Quercus robur pe câmpii nisipoase, Păduri aluvionare cu Alnus glutinosa și Fraxinus excelsior (Alno-Padion, Alnion incanae, Salicion albae).
La baza desemnării sitului se află o specie protejată de  pești: cicar (Lampetra planeri).
Pe lângă speciile protejate, pe teritoriul sitului au mai fost identificate 3 specii de păsări, 3 specii de amfibieni, 5 specii de mamifere, 1 specie de reptile.